# Бейхай
Бейха́й (кит.: 北海市) — міський округ у складі Гуансі-Чжуанського автономного району. Адміністративне ядро — Хайчен.

## Географія
Розташований на півдні Китаю, лежить на північному березі Тонкінської затоки Південнокитайського моря.

### Клімат
Громада знаходиться у зоні, котра характеризується вологим субтропічним кліматом. Найтепліший місяць — червень із середньою температурою 27.8 °C (82 °F). Найхолодніший місяць — січень, із середньою температурою 15 °С (59 °F).
| Клімат Бейхая           | Клімат Бейхая | Клімат Бейхая | Клімат Бейхая | Клімат Бейхая | Клімат Бейхая | Клімат Бейхая | Клімат Бейхая | Клімат Бейхая | Клімат Бейхая | Клімат Бейхая | Клімат Бейхая | Клімат Бейхая | Клімат Бейхая |
| Показник                | Січ.          | Лют.          | Бер.          | Квіт.         | Трав.         | Черв.         | Лип.          | Серп.         | Вер.          | Жовт.         | Лист.         | Груд.         | Рік           |
| Середній максимум, °C   | 18            | 18            | 22            | 26            | 30            | 31            | 31            | 31            | 31            | 28            | 24            | 21            | 25            |
| Середня температура, °C | 15            | 15            | 19            | 23            | 27            | 28            | 28            | 28            | 27            | 25            | 21            | 17            | 22            |
| Середній мінімум, °C    | 11            | 12            | 16            | 20            | 24            | 25            | 26            | 25            | 24            | 21            | 17            | 13            | 19            |
| Норма опадів, мм        | 32            | 41            | 64            | 94            | 161           | 264           | 415           | 441           | 231           | 83            | 35            | 31            | 1892          |
| ----------------------- | ------------- | ------------- | ------------- | ------------- | ------------- | ------------- | ------------- | ------------- | ------------- | ------------- | ------------- | ------------- | ------------- |
| Джерело: Weatherbase    |               |               |               |               |               |               |               |               |               |               |               |               |               |

## Адміністративний поділ
Префектура поділяється на 3 райони та 1 повіт:
| Карта                                | Карта     | Карта    | Карта            |
| ------------------------------------ | --------- | -------- | ---------------- |
| Хепу ① Їньхай ② ① Хайчен ② Тєшаньган |           |          |                  |
| Статус                               | Назва     | Оригінал | Населення (2020) |
| Район                                | Їньхай    | 银海区   | 315 196          |
| Район                                | Тєшаньган | 铁山港区 | 145 943          |
| Район                                | Хайчен    | 海城区   | 527 895          |
| Повіт                                | Хепу      | 合浦县   | 864 193          |